# 重水炉
重水炉（じゅうすいろ、HWR: Heavy Water Reactor）は、減速材に重水を用いる原子炉のこと。加圧水型がほとんどであり、特にPHWR（Pressurized Heavy Water Reactor）とよばれる。
重水は高価で、高速中性子の減速能力は軽水に劣る。しかし、中性子吸収量が小さく（軽水の300分の1）減速材として優れており、燃料として安価な天然ウランを使用できる。このため、天然ウラン資源が豊富なカナダが開発に取り組み、1960年代に重水減速重水冷却圧力管型炉（CANDU炉）を実用化した。
現在商業運転されている重水炉は全てこのCANDU炉およびその発展型であり、2010年1月末現在、運転中43基、建設中7基、計画中4基となっている。

## 主な重水炉
- CANDU炉（圧力管型加圧重水冷却重水減速炉）
  - インド型圧力管型重水炉（圧力管型加圧重水冷却重水減速トリウム系燃料炉） - トリウム燃料サイクルを利用している商用動力炉。インドがCANDU炉を発展させてできたもの。
- 圧力容器型重水炉[2] - アルゼンチンで休止中および建設中[3]の、軽水炉と構造が近い商業炉
- 新型転換炉（圧力管型沸騰軽水冷却重水減速炉） - 日本が開発したふげん（ATR）
- ガス冷却重水炉（重水減速炭酸ガス冷却炉）

## 特徴
- 濃縮していない天然ウランが利用できる
濃縮されていない天然ウランは価格が安く、ウラン資源が豊かな国では大きな利点となる。ただし、実際の商業運転では効率を上げるため濃縮ウランが用いられる。天然ウランの主成分であるウラン238は中性子捕獲によりプルトニウム239となるが、これは発電に寄与する一方、使用済み核燃料中の超ウラン元素を増やしてしまう。
- ウラン燃料炉の場合は、核兵器の製造に適する（核拡散防止に不利） 
軽水炉よりプルトニウム、トリウム[要出典]の生産効率が高く、濃縮工場無しで兵器転用が可能で、核拡散リスクが高い。実際、インドはCIRUS（CANDU炉）で生成したプルトニウムから原子爆弾を製造し、核武装が懸念されているイランも、核開発を重水炉により進めている。
- 重水が大量に必要
発電炉ではトン単位で使用しなければならない重水は、天然水中に微量（0.015574%）しか存在せず、高価である。1968年の記録にはポンド当り28.5USドル（2,250円/100g）とあり、2004年現在、試薬用の純度99%の重水は15,000円 / 100gである。
- 重水の純度維持が必要
減速材である重水の濃度は効率に直結し、濃度管理が必要となる。原子炉級重水は濃度99.75wt％以上が要求されるが、運転中に中性子を吸収して放射性のトリチウムが生成したり、冷却材が軽水の場合はこれが混入するなどして濃度が低下（劣化重水）するので、再濃縮プラントを併設する必要がある。
- トリチウムの発生
重水の放射化により生じるトリチウム水は、核融合炉が実用化されれば燃料として利用できるが、現状では夜光塗料、ラベリングなど用途が限られ、液体廃棄物とする場合はコスト要因となる。

### 炉型
- CANDU炉
- 新型転換炉
- ガス冷却重水炉